# Баргау (Марамуреш)
Баргау (рум. Bârgău) насеље је у Румунији у округу Марамуреш у општини Чикарлау. Oпштина се налази на надморској висини од 149 m.

## Становништво
Према подацима из 2002. године у насељу је живело 280 становника, од којих су сви румунске националности.